# Октябрьское сельское поселение (Слободской район)
Октябрьское се́льское поселе́ние — муниципальное образование в Слободской район Кировской области Российской Федерации.
Административный центр — посёлок Октябрьский.

## История
Октябрьское сельское поселение образовано 1 января 2006 года согласно Закону Кировской области от 07.12.2004 № 284-ЗО.

## Население
| 2010  | 2012  | 2013  | 2014  | 2015  | 2016  | 2017  |
| ----- | ----- | ----- | ----- | ----- | ----- | ----- |
| 1005  | ↗1075 | ↗1097 | ↗1125 | ↗1154 | ↗1166 | ↘1147 |
| 2018  | 2019  | 2020  | 2021  |       |       |       |
| ↘1127 | ↘1113 | ↘1096 | ↘1042 |       |       |       |

## Состав сельского поселения
| № | Населённый пункт | Тип населённого пункта          | Население |
| - | ---------------- | ------------------------------- | --------- |
| 1 | Октябрьский      | посёлок, административный центр | ↘1042     |